# Baytona
Baytona est une petite communauté rurale située sur l'île de Terre-Neuve dans la province de Terre-Neuve-et-Labrador au Canada.

## Toponymie
Originellement, Baytona était connue sous le nom de Birchy Bay North. En 1958, son nom fut changé en Gayside pour aider au service des postes. Cependant, en 1985, le nom fut de nouveau changé en Baytona pour mettre fin aux mauvaises plaisanteries des communautés voisines.

## Géographie
Baytona est située sur la côte nord de l'île de Terre-Neuve dans la province de Terre-Neuve-et-Labrador. Une baie sépare Baytona de Birchy Bay.

## Démographie
| Année | Population |
| ----- | ---------- |
| 2001  | 325        |
| 2006  | 276        |

Baytona a un service contre les incendies, un conseil municipal et un comité des loisirs. Il y a présentement un dépanneur en fonction. La communauté a un parc et un terrain de basketball. De plus, la communauté a une église anglicane et une église pentecôtiste.

## Économie
Au début de l'histoire de Baytona, ses habitants vivaient de la pêche. Cependant, avec la décroissance des populations de morue et de homard, l'économie locale s'est orientée vers l'industrie forestière.

### Source en ligne
- Statistique Canada